# Chomutov
Chomutov (tysk: Komotau) er en by i det nordvestlige Tjekkiet med et indbyggertal på 47.023 (2024). Byen ligger i regionen Ústí nad Labem, tæt ved grænsen til nabolandet Tyskland.